# Tachina alticola
Tachina alticola là một loài ruồi trong họ Tachinidae.